# Ded Gjo Luli
Ded Gjo Luli (november 1840 - Shkodër, 24 september 1915) was een Albanese guerrilla-aanvoerder en clanleider. 
Ded Gjo Luli werd geboren in het dorp Traboin, destijds onderdeel van de Sanjak van Shkodër binnen het Ottomaanse Rijk. Hij behoorde tot de Dedvukaj-familie van de noordelijke Albanese Hoti-stam. In de late Ottomaanse periode werd Hoti beschouwd als de belangrijkste bajrak van de regio Malësia e Madhe. Luli was een rooms-katholieke christen. 
Tijdens de Albanese opstand van 1910 weigerde Luli, de Hoti-stam en andere Albanese stammen belasting te betalen of hun wapens op te geven aan het Ottomaanse Rijk.
Begin 1911 waren Albanezen ongerust over door de Ottomaanse heerschappij op de Balkan. De Montenegrijnse koning Nikola Petrović moedigde de Noord-Albanese stammen (Malissori) aan om in opstand te komen tegen het Ottomaanse Rijk. In het noorden van Shkodër brak in maart 1911 een opstand uit en Luli viel samen met zijn troepen Ottomaanse grensbewakers bij de Montenegrijnse grens aan. Nadat hij eind maart 1911 een korte opstand had geleid in de bergen ten noorden van Shkodër en Tuzi had veroverd, werd Luli door koning Nikola gedwongen om in april de noordelijke Albanezen stammen te verzamelen. Generaal Vukotić deelde wapens uit. Na de overwinning bij Deçiq werd voor het eerst sinds eeuwen sinds de Ottomaanse bezetting een Albanese vlag gehesen.